# Зурландт, Рудольф
Рудольф Фридрих Карл Зу́рландт (нем. Rudolph Friedrich Carl Suhrlandt, 19 декабря 1781, Людвигслюст — 2 февраля 1862, Шверин) — немецкий художник-портретист, график и литограф. Отец художника Карла Зурландта (1828—1919).

## Биография
Рудольф — сын Иоганна Генриха Зурландта, придворного художника великого герцога Мекленбурга Фридриха Франца I. Начальное художественное образование получил в мастерской отца, затем в 1799 году по рекомендации Христиана Даниеля Рауха был принят в Дрезденскую академию художеств и учился на стипендию мекленбургского герцога. В 1803 году молодой живописец приехал в Вену и продолжил своё обучение в местной академии, где познакомился с работами Иоганна Иоахима Винкельмана, выполнял эскизы античных статуй, встречался с Антонио Кановой, стал приверженцем классицизма как художественного направления в искусстве. Дважды он выиграл художественные конкурсы Венской академии. Написав ряд портретов русских и польских аристократов, Зурландт приобрёл известность как талантливый мастер-портретист.
В 1808 году художник приехал в Рим и вступил в гильдию Святого Луки. В Риме Зурландт сблизился с такими известными мастерами, как Бертель Торвальдсен и Иоганн Кристиан Рейнхарт. В 1880 году 103 работы Рудольфа Зурландта этого периода были приобретены при посредничестве зятя художника Фридриха Зольтау Максом Йорданом для Гравюрного кабинета в Берлине.
В 1816 году Рудольф Зурландт вернулся в Мекленбург на должность придворного художника. В 1817 году он получил звание профессора живописи. При мекленбургском дворе Зурландт пользовался значительными привилегиями. По трудовому договору ему каждые два года предоставлялось право на длительные образовательные поездки за рубеж. Художник ездил в Италию, Россию (Санкт-Петербург), Швецию и Англию. В 1822—1834, 1827, 1830, 1832, 1836 и 1840 годах Зурландт проживал в Бремене, где создал целый ряд портретов, например Генриха Вильгельма Ольберса и Геше Готфрид. Тем не менее наиболее комфортно художник чувствовал себя в Мекленбурге. В 1818 году он обзавёлся домом в Людвигслусте, а с 1849 года проживал в Шверине.
Рудольф Зурландт женился на художнице-литографе Вильгельмине Скоглунд (1803—1863). В этом браке родились двое детей: художник Карл Зурландт (1828—1919) и художница и скрипачка Паулина Зольтау (1833—1902).

## Сочинения
- Aphorismen über die bildenden Künste, durch Beispiele erläutert. Schwerin: Sandmeyer 1841 / (Афоризмы о изобразительном искусстве, разъяснённые на примерах)